# Battipagliese Calcio
El Battipagliese Calcio es un club de fútbol de Italia, con sede en Battipaglia, en la región de Campania. Fue fundado el 28 de marzo de 1929 y refundado en varias ocasiones. Compite en la Eccellenza Campania, quinta categoría del fútbol italiano.

## Historia
El primer equipo de fútbol de la ciudad de Battipaglia fue el Virtus Battipaglia, fundado en 1925. El 28 de marzo de 1929 nació el Unione Sportiva Battipagliese, siendo Giuseppe Agnetti entrenador y presidente del club. En 1937 cambió su nombre a G.S. Baratta Battipaglia, aunque en 1949 asumió la antigua denominación.
Después de varias temporadas entre Serie D y campeonatos regionales, por fin en 1988 logró el ascenso a la Serie C2 y, en 1990, a la Serie C1. En el 2005 el club desapareció por problemas financieros y fue refundado como Rinascita Battipagliese, tras adquirir los derechos deportivos del Rinascita Campagna Verde.
En el 2007 asumió el nombre de Associazione Sportiva Dilettantistica Battipagliese. En la temporada 2009/10 finalizó primero en el grupo B de la Eccellenza Campania y subió a la Serie D. En el 2013 tomó el nombre de Battipagliese Calcio 1929.
En 2015, no se inscribió en el campeonato de Serie D por problemas financieros y desapareció. El año siguiente, el Real Aversana de Aversa cambió su nombre a Football Club Dilettanti Battipagliese 1929, recogiendo la herencia del antiguo club de Battipaglia.

## Estadio

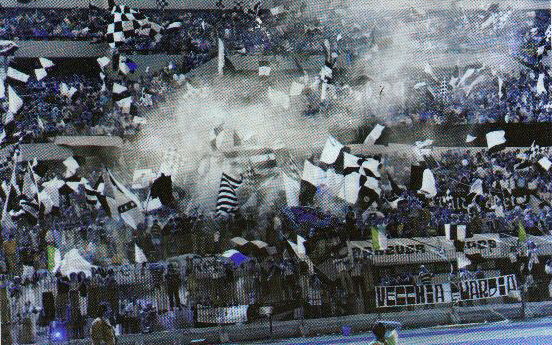
Hinchada de Battipagliese en 1990.

Juega de local en el Estadio Luigi Pastena de Battipaglia, con capacidad para 10.000 espectadores.

## Palmarés

### Torneos interregionales
- Serie C2 (2): 1989-90 (Grupo D), 1996-97 (Grupo C)
- Campionato Interregionale (1): 1987-88 (Grupo I)
- Campionato Nazionale Dilettanti (1): 1992-93 (Grupo I)

### Torneos regionales
- Seconda Divisione (2): 1935-36, 1949-50
- Prima Categoria Campania (2): 1962-63, 1975-76
- Promozione Campania-Molise (1): 1983-84 (Grupo C)
- Eccellenza Campania (1): 2009-10 (Grupo B)
- Copa Campania Prima Categoria (1): 2022-23